# Большой копьенос
Большой копьенос, или обыкновенный копьенос (лат. Phyllostomus hastatus) — вид летучих мышей семейства листоносых, обитающий в Центральной и Южной Америке.
Обитает в городских и сельских районах, лесах и домах. Хотя наиболее часто встречается вокруг ручьёв и других водоёмов, также присутствует в засушливых районах.
Имеет длину тела около 10—13 см, размах крыльев 455 мм, вес в среднем 81 г. Длинный, густой мех тёмно-коричневого цвета с лёгким оранжевым оттенком на брюшной стороне. Имеет чрезвычайно чувствительное обоняние.
Всеядный, обычно питается фруктами, пыльцой, насекомыми. Устраивает ночлег в пещерах, дуплах деревьев, термитниках, под соломенными крышами. Живёт в группах от десяти до ста особей. В одной группе может быть несколько подгрупп, в которых один доминирующий самец главенствует над группой до тридцати самок. Средний размер гарема — 18. Доминирующий самец может иметь контроль над гаремом течение многих лет.
Рождается только один детёныш. Беременность длится с февраля по апрель, с мая до середины июля — лактация.